# Rally Costa Smeralda
El Rally Costa Smerlada es una prueba de rally que se disputa desde el año 1978 en la zona de Costa Smeralda en Cerdeña. Fue puntuable para el Campeonato de Europa de Rally y desde 1994 para el Campeonato de Italia de Rally.
Desde 2013 la prueba se disputa en los mismos tramos que el Rally de Cerdeña, fecha puntuable para el Campeonato del Mundo de Rally.

## Palmarés
| Año  | Edición                  | Piloto           | Copiloto            | Automóvil                      | Series |
| ---- | ------------------------ | ---------------- | ------------------- | ------------------------------ | ------ |
| 1978 | 1° Rally Costa Smeralda  | Maurizio Verini  | Bandera de ?        | Fiat 131 Abarth                |        |
| 1979 | 2° Rally Costa Smeralda  | Attilio Bettega  | Bandera de ?        | Fiat 131 Abarth                |        |
| 1980 | 3° Rally Costa Smeralda  | Bernard Darniche | Bandera de ?        | Lancia Stratos HF              |        |
| 1981 | 4° Rally Costa Smeralda  | Markku Alén      | Bandera de ?        | Fiat 131 Abarth                |        |
| 1982 | 5° Rally Costa Smeralda  | Michele Cinotto  | Emilio Radaelli     | Audi Quattro                   | ERC    |
| 1983 | 6° Rally Costa Smeralda  | Miki Biasion     | Tiziano Siviero     | Lancia Rally 037               | ERC    |
| 1984 | 7° Rally Costa Smeralda  | Henri Toivonen   | Juha Piironen       | Porsche 911                    | ERC    |
| 1985 | 8º Rally Costa Smeralda  | Dario Cerrato    | Giuseppe Cerri      | Lancia Rally 037               | ERC    |
| 1986 | 9° Rally Costa Smeralda  | Henri Toivonen   | Sergio Cresto       | Lancia Delta S4                | ERC    |
| 1987 | 10° Rally Costa Smeralda | Juha Kankkunen   | Juha Piironen       | Lancia Delta HF 4WD            | ERC    |
| 1988 | 11° Rally Costa Smeralda | Markku Alén      | Ilkka Kivimäki      | Lancia Delta Integrale         | ERC    |
| 1989 | 12° Rally Costa Smeralda | Dario Cerrato    | Giuseppe Cerri      | Lancia Delta Integrale 16V     | ERC    |
| 1990 | 13° Rally Costa Smeralda | Dario Cerrato    | Giuseppe Cerri      | Lancia Delta Integrale 16V     | ERC    |
| 1991 | 14° Rally Costa Smeralda | Juha Kankkunen   | Juha Piironen       | Lancia Delta Integrale 16V     | ERC    |
| 1992 | 15° Rally Costa Smeralda | Didier Auriol    | Bernard Occelli     | Lancia Delta HF Integrale      | ERC    |
| 1994 | 16° Rally Costa Smeralda | Piero Liatti     | Luigi Pirollo       | Subaru Impreza 555             | ERC    |
| 1998 | 17° Rally Costa Smeralda | Pucci Grossi     | Massimo Chiapponi   | Toyota Celica                  |        |
| 1999 | 18° Rally Costa Smeralda | Daniele Griotti  | Nicolò Imperio      | Subaru Impreza WRC             |        |
| 2000 | 19° Rally Costa Smeralda | Michele Gregis   | Massimo Concaro     | Subaru Impreza WRC             |        |
| 2001 | 20° Rally Costa Smeralda | Paolo Andreucci  | Alessandro Giusti   | Ford Focus WRC                 |        |
| 2002 | 21° Rally Costa Smeralda | Luca Cantamessa  | Piercarlo Capolongo | Mitsubishi Lancer WRC          | ERC    |
| 2003 | 22° Rally Costa Smeralda | Harri Rovampera  | Risto Pietiläinen   | Peugeot 206 WRC                | ERC    |
| 2004 | 23° Rally Costa Smeralda | Andrea Navarra   | Simona Fedeli       | Subaru Impreza STI             |        |
| 2005 | 24° Rally Costa Smeralda | Andrea Navarra   | Simona Girelli      | Mitsubishi Lancer EVO IX       |        |
| 2006 | 25° Rally Costa Smeralda | Paolo Andreucci  | Anna Andreussi      | Fiat Grande Punto Abarth S2000 |        |
| 2007 | 26° Rally Costa Smeralda | Piero Longhi     | Maurizio Imerito    | Subaru Impreza WRC             |        |
| 2008 | 27° Rally Costa Smeralda | Paolo Andreucci  | Anna Andreussi      | Mitsubishi Lancer EVO IX       |        |
| 2009 | 28° Rally Costa Smeralda | Paolo Andreucci  | Anna Andreussi      | Peugeot 207 S2000              |        |
| 2010 | 29° Rally Costa Smeralda | Kris Meeke       | Paul Nagle          | Peugeot 207 S2000              |        |
| 2011 | 30° Rally Costa Smeralda | Paolo Andreucci  | Anna Andreussi      | Peugeot 207 S2000              |        |
| 2012 | 31° Rally Costa Smeralda | Paolo Andreucci  | Anna Andreussi      | Peugeot 207 S2000              |        |
| 2013 | 32° Rally Costa Smeralda | Paolo Andreucci  | Anna Andreussi      | Peugeot 207 S2000              |        |